# رجل الذئب المغطى
رجل الذئب المغطى (الاسم العلمي:Lycopodium vestitum) هو نوع من النباتات يتبع جنس رجل الذئب من فصيلة الرجل الذئبية.